# Histoire du Vatican
 (septembre 2020).
Si vous disposez d'ouvrages ou d'articles de référence ou si vous connaissez des sites web de qualité traitant du thème abordé ici, merci de compléter l'article en donnant les références utiles à sa vérifiabilité et en les liant à la section « Notes et références ».
L'histoire diplomatique du Vatican commença au IVe siècle, pourtant les frontières de la puissance de la papauté ont évolué au fil du temps et des siècles. Les papes, dans leurs prérogatives de pouvoir temporel, ont dirigé une grande partie de la péninsule italienne, Rome comprise, durant un millénaire.
Si en 344 a été achevée l'antique basilique vaticane à Rome, il ressort que l’Empire Byzantin s'est emparé de la riche cité religieuse dès 593 sous le pape Saint Grégoire le Grand, et ce n'est qu'en 756 que le roi des francs Pépin le Bref a délivré Rome, conférant au Pape Étienne II le pouvoir sur les régions contigües à la basilique Saint-Pierre, donnant lieu aux États de l'Église devenu l'État du Vatican dont la superficie contenait une importante partie de toute l'Italie du Nord.
La justification historique de ce pouvoir temporel réside dans la donation de Constantin, un faux par lequel l'empereur Constantin Ier aurait donné au pape Sylvestre la primauté sur les Églises d'Orient et l’imperium (pouvoir impérial) sur l'Occident (le caractère apocryphe de ce document a été  établi en 1442 par l'humaniste Lorenzo Valla).
Au milieu du XIXe siècle les papes possèdent les États pontificaux, incluant une bande frontière du territoire central de l'Italie. En 1870, après une longue période de guerre civile et d'instabilité régionale, les armées de Victor-Emmanuel conquièrent les États pontificaux, ne laissant au pape que Rome et sa région côtière.

## Chute de l'État pontifical
En 1870, le roi d'Italie Victor-Emmanuel II prend la ville de Rome et la déclare nouvelle capitale de l'Italie, mettant ainsi fin au pouvoir temporel du pape. Pie IX conteste aussitôt la légitimité de ces actes, imité en cela par ses successeurs. Désormais, les papes se considèrent comme « prisonniers du Vatican ».
En outre, les Papes de cette époque ont développé des attitudes opposées à la sécularisation croissante de la société en Europe, notamment sous Pie X, qui en 1904 a durci les relations  diplomatiques avec le gouvernement français pour introduire une instruction religieuse dans les écoles et le 1er septembre 1910, impose le serment contre le modernisme (Sacrorum antistitum) à tous les prêtres. Au cours de la Première Guerre mondiale, sous l'insistance du gouvernement italien, les gouvernements alliés décident d'exclure le Vatican de la participation aux conférences sur l'après-guerre. En effet, le 1er août 1917, Benoît XV avait proposé un plan de paix en cinq points (Dès le début), largement ignoré par la communauté internationale.

## Reconnaissance mutuelle entre le Vatican et le gouvernement italien
Les accords du Latran résolvent enfin, en 1929, la « querelle italienne ». Ils établissent l'État de la Cité du Vatican, indépendant, en compensation de la perte des États pontificaux. Ils garantissent également un statut spécial à l'Église catholique romaine en Italie. Ils comprennent :
- un traité de reconnaissance de l'indépendance et de la souveraineté du Vatican ;
- un concordat définissant les relations entre le Gouvernement italien et l'Église ;
- un volet financier dédommageant le Vatican de la perte de ses États en 1870.

## Seconde Guerre mondiale
Les relations entre le Vatican et le gouvernement fasciste se détériorent même avant la Seconde Guerre mondiale. En 1931, le gouvernement italien dissout les organisations de jeunesse catholiques. Le concordat signé avec le gouvernement allemand le 20 juillet 1933 n'est pas respecté par Berlin, et en 1937 Pie XI condamne le gouvernement allemand pour ses persécutions religieuses.
Lorsque la Seconde Guerre mondiale commence, le Vatican proclame sa neutralité. À la suite de l'occupation nazie de Rome le 10 septembre 1943, les dirigeants du Vatican se sont inquiétés de possibles dommages aux territoires du Vatican par les parties en guerre. Au cours des derniers mois de la guerre, au début de  1945, les officiels du Vatican ont essayé sans succès de défendre les Allemands et les Japonais qui se sont rendus. Cependant, Il a été démontré par la suite que des anciens dignitaires nazis se sont échappés d'Europe grâce au Vatican, généralement pour fuir vers des pays d'Amérique Latine,.

## L'après-guerre
Après la Seconde Guerre mondiale, le Vatican amorce un processus de réconciliation avec la société  séculière. Au cours des années 1950, le pape Pie XII a introduit beaucoup d'aspects des sciences modernes dans la vie de l'Église. Ces efforts ont atteint leur apogée entre 1962-1965 lors du concile Vatican II. En 1984, un concordat entre le Vatican et l'Italie a modifié certaines des prévisions les plus anciennes du traité, incluant la primauté du catholicisme romain comme religion d'État de l'Italie. Le 10 janvier 1984, les relations diplomatiques ont été rétablies avec le gouvernement américain (rompu depuis 1867). Le 30 décembre 1993, le gouvernement du Vatican a conclu un accord basique avec le gouvernement israélien.

## XXIe siècle
Les sujets d'actualité du Vatican incluent le dialogue entre les religions et la réconciliation, et la réactualisation de la doctrine de l'Église dans une ère de changement rapide.
Le Vatican s'est opposé en 2003 à la Guerre d'Irak, envoyant le cardinal Roger Etchegaray pour persuader président George W. Bush de ne pas entrer en guerre.